# Регламент про аліменти
Регла́мент про аліме́нти — нормативно-правовий акт Європейського Союзу, який стосується колізійного права щодо питань аліментних зобов'язань (наприклад, аліменти та утримання дітей). Регламент визначає, які суди мають юрисдикцію та який закон вони повинні застосовувати. Він також регулює визнання та виконання рішень. Регламент вносить зміни до Брюссельського регламенту, який ширше охоплює юрисдикцію в правових спорах цивільного або комерційного характеру між особами.
Зміст регламенту повністю узгоджується з Гаазькою конвенцією про аліменти та протоколом до неї від 2007 року.
Держави-члени Європейського Союзу спочатку уклали між собою конвенцію про виплату аліментів, яка була підписана 11 червня 1990 року, але так і не набула чинності, оскільки не була ратифікована всіма державами-членами ЄС. Суть цієї конвенції була замінена регламентом, який спочатку застосовувався безпосередньо до всіх держав-членів, крім Сполученого Королівства та Данії. Згодом Сполучене Королівство прийняло цей регламент і в червні 2009 року Комісія схвалила його взяти участь. Він застосовувався в Сполученому Королівстві до 1 січня 2021 року (кінець перехідного періоду після Brexit). Данія має повну відмову від імплементації правил у сфері свободи, безпеки та правосуддя. Однак у 2005 році Данія підписала міжнародну угоду з Європейською Спільнотою про застосування положень Брюссельського регламенту 2001 року між ЄС і Данією. Данія повідомила Комісію про прийняття поправок до Брюссельського регламенту, внесених Регламентом про підтримку у січні 2009 року. Таким чином, вона частково застосовує Регламент про утримання, оскільки він вносить зміни до Брюссельського регламенту про юрисдикцію.

## Юрисдикція
Регламент надає юрисдикцію
- країнам ЄС, де відповідач постійно проживає;
- країнам ЄС, де кредитор (-пропонований- одержувач аліментів) є звичайним резидентом;
- країна ЄС, відповідальна за визначення статусу особи (якщо це стосується питання аліментів);
- країнам ЄС, де регулюється батьківська відповідальність (якщо це стосується рішення про аліменти).

Однак сторони можуть (у справах, які не стосуються дітей віком до 18 років) укласти угоду, яка надає (виключну) юрисдикцію за
- громадянством ЄС одного з партнерів;
- країнами ЄС постійного проживання одного з партнерів;
- країною, яка не є членом ЄС і є учасницею Лужанської конвенції (Ісландія, Норвегія, Швейцарія); відповідно до вимог конвенції;
- їх останнє спільне місце проживання понад 1 рік (в ЄС; лише для подружжя або колишнього подружжя);
- країною, яка регулює шлюбний режим (лише для подружжя або колишнього подружжя);

Крім того, якщо відповідач виступає в судовому процесі в країні ЄС (не оскаржуючи юрисдикцію), тоді цей суд також має юрисдикцію. Якщо ці правила не надають юрисдикції суду Брюссельського режиму (ЄС, Ісландія, Норвегія, Швейцарія), юрисдикцією є суд загального громадянства. Якщо це також неможливо, і якщо є зв’язок з державою-членом ЄС, ця держава має юрисдикцію за виняткових обставин.
Якщо позов розглядається кількома відповідними судами ЄС, то той суд, який розглядає справу першим, має юрисдикцію, а всі інші суди мають призупинити провадження.

## Застосовне право
Право, що застосовується до провадження про стягнення аліментів, не є автоматично правом обраного суду (правом місця розгляду справи). Для країн ЄС, пов'язаних Гаазьким протоколом про утримання (всі, крім Данії та Великої Британії), застосовується право кредитора (особи, яка отримує утримання). Однак у відносинах батьків з дітьми, дітей з батьками та інших осіб з особами, які не досягли 21 року (якщо вони ніколи не були подружжям), застосовується закон їхнього спільного громадянства або закон звичайного місця проживання боржника (особи, яка, як передбачається, винна аліменти). Крім того, сторони можуть визначити право, яке буде застосовуватися - одне з їхніх громадянств, звичайне місце проживання, режим їхнього майна або розлучення - за винятком випадків, що стосуються зобов'язань з утримання вразливих осіб та дітей (до 18 років). У випадку Данії та Великої Британії право, що застосовується, визначається їхнім національним законодавством.

## Сфера застосування
Відмінності та взаємозв'язки між Конвенцією, Протоколом і Регламентом показано нижче
| Текст заголовка          | Регламент технічного обслуговування            | Гаазька конвенція | Гаазький протокол                                                     |
| ------------------------ | ---------------------------------------------- | --- | --------------------------------------------------------------------- |
| Застосовність у ЄС       | Європейський Союз (частково за винятком Данії) | Європейський Союз (за винятком Данії) | Європейський Союз (за винятком Данії)                                 |
| Поза ЄС                  | -                                              | Албанія, Бразилія, Боснія і Герцеговина, Гаяна, Гондурас, Казахстан, Чорногорія, Нікарагуа, Норвегія, Туреччина, Україна, Сполучене Королівство, США | Бразилія, Казахстан, Сербія                                           |
| Набрання чинності        | 18 червня 2011 р                               | 1 січня 2013 року ЄС: 1 серпня 2014 року | 1 серпня 2013 року ЄС: Застосовується тимчасово з 18 червня 2011 року |
| Область застосування     | Усе утримання від сімейних стосунків           | Аліменти на дитину (можна поширити на інших) | Усе утримання від сімейних відносин                                   |
| Положення про юрисдикцію | Так                                            | тільки для зміни існуючих договорів на технічне обслуговування                                                                                       | Так                                                                   |
| Вибір положень права     | Так (для сторін протоколу)                     | Ні | Так                                                                   |
| Центральна система влади | Так (крім Данії)                               | Так | Ні                                                                    |